# Ingrid Rimland
Ingrid A. Rimland, também conhecida como Ingrid Zündel (22 de maio de 1936 - 12 de outubro de 2017), foi uma escritora americana. Ela escreveu vários romances baseados em suas próprias experiências crescendo em uma comunidade menonita na Ucrânia e como uma criança refugiada durante a Segunda Guerra Mundial . Seu romance The Wanderers (1977), que lhe rendeu o California Literature Medal Award de melhor ficção, conta a história da situação difícil das mulheres menonitas em meio às convulsões sociais da revolução e da guerra. Rimland morreu em 12 de outubro de 2017.

## Biografia
Nascida em uma comunidade menonita russo-alemã na Ucrânia ela cresceu trilíngue (alemão, russo e ucraniano) na União Soviética . Sua família era rica antes da Revolução Russa, mas sua comunidade foi perseguida sob o regime comunista.  Em 1941, quando ela tinha cinco anos, seu pai foi deportado para a Sibéria . Fugindo do Exército Vermelho, ela acabou na Alemanha com sua mãe em 1945. Depois de vários anos como refugiados, eles emigraram para uma comunidade menonita isolada de Volendam, nas florestas tropicais do Paraguai, em 1948, com a ajuda de menonitas holandeses e americanos.[carece de fontes?]
No Paraguai, ela se casou e teve um filho. A família imigrou para o Canadá em 1960, estabelecendo-se em St. Catharines, Ontário, onde nasceu seu segundo filho, e depois para os Estados Unidos em 1967, onde ela acabou se tornando cidadã americana. Em 1971, ela se formou na Wichita State University. Ela obteve um mestrado e, em 1979, um doutorado em educação (Ed.D) pela University of the Pacific, Califórnia .

## Obras literárias
A maior parte de sua obra literária é autobiográfica. Seu romance de 1977, The Wanderers, traça a dizimação da comunidade menonita russa pacifista durante a Revolução Russa. Seu livro de 1984, The Furies and the Flame, é sua autobiografia como imigrante e trata de sua luta para criar seu filho deficiente.[carece de fontes?]
Em seu terceiro livro, Demon Doctor, Rimland relata sua busca para encontrar o criminoso de guerra nazista Josef Mengele na década de 1980 com a ajuda de Simon Wiesenthal . Ela acreditava que Mengele trabalhava como médico em sua comunidade menonita paraguaia de Volendam, mas não conseguiu provar isso.